# تاپ اند
تاپ اِند (انگلیسی: Top End) (به معنی «انتهای بالایی» یا «بالاترین نقطهٔ شمالی»)، منطقه‌ای جغرافیایی است در قلمرو شمالی استرالیا که شمالی‌ترین بخش این قلمرو را در بر می‌گیرد و به‌جز شبه‌جزیره کیپ یورک، شمالی‌ترین بخش قاره استرالیا محسوب می‌شود. این منطقه پهنه‌ای با حدود ۲۴۵٬۰۰۰ کیلومتر مربع را در بر می‌گیرد که پشت ساحل شمالی، از داروین، مرکز قلمرو شمالی، تا آرنهم‌لند امتداد دارد. اقیانوس هند در غرب، دریای آرافورا در شمال، و خلیج کارپنتاریا در شرق این منطقه قرار دارند و در جنوب آن، فراتر از پارک ملی کاکادو، مناطق نیمه‌خشک و کم‌آب داخلی استرالیا واقع شده‌اند.
تاپ اند شامل چندین شهر اصلی در قلمرو شمالی است، شامل داروین، پالمرستون، و کاترین. شهر معروف آلیس اسپرینگز در جنوب این منطقه، در بخش جنوبی خشک قلمرو شمالی واقع شده است که گاهی توسط استرالیایی‌ها به عنوان «قسمت‌های مرکزی سرخ‌رنگ»Red Centre شناخته می‌شود.
چشم‌انداز این منطقه نسبتاً مسطح است و شامل دشت‌های سیلابی رودخانه‌ای، علفزارهایی با درختان اکالیپتوس، مناطق سنگی، و تکه‌هایی از جنگل‌های بارانی می‌شود. در غرب آرنهم‌لند، یک فلات بلند و ناهموار ماسه‌سنگی وجود دارد که توسط دره‌ها بریده شده است و بخش عمده‌ای از آن در پارک ملی کاکادو قرار دارد. رودخانه‌هایی که تالاب‌ها را تشکیل می‌دهند شامل رودخانه‌های الیگیتور جنوبی و شرقی، رودخانه مَری، و رودخانه گلاید هستند. آب و هوای این منطقه موسمی استوایی با فصل‌های مرطوب و خشک است و بیشترین میزان بارندگی در شمال استرالیا (بیش از ۱۲۰۰ میلی‌متر در سال) را به خود اختصاص می‌دهد. دما در طول سال نوسانات زیادی ندارد.
جزایر متعددی در سواحل تاپ اند وجود دارند، از جمله جزایر تیوی (جزیره باترست و جزیره ملویل)، و گروت ایلانت، همچنین جزایر کوچک‌تر بسیاری.

## گیاهان

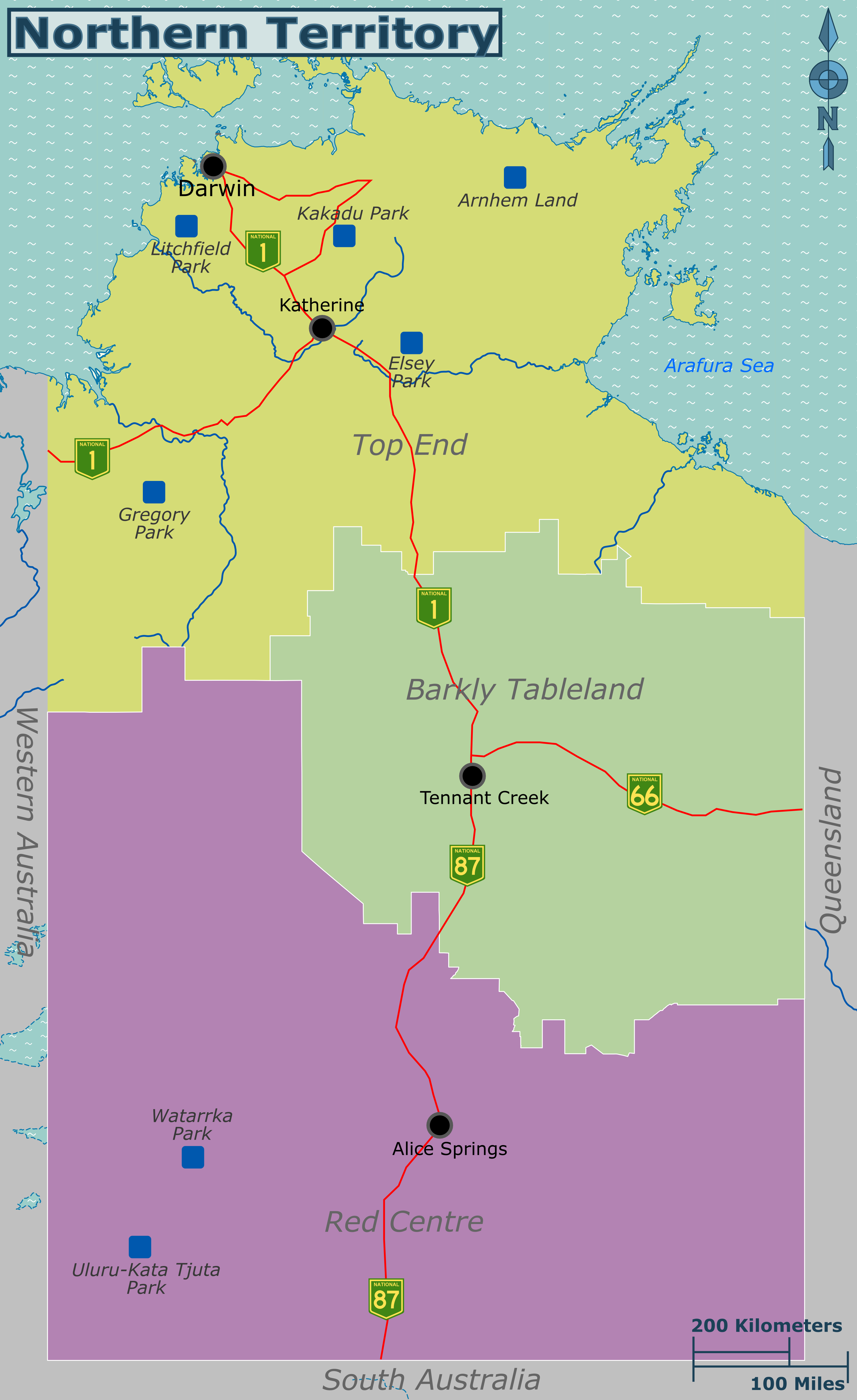
موقعیت تاپ اند در قلمرو شمالی استرالیا

بیشتر گرم‌دشت‌های استرالیا برای چرای دام‌ها استفاده می‌شود، اما در این منطقه شمالی، مناطق وسیعی از چمنزارها در حالت اصلی خود قرار دارند و با درختان اکالیپتوس از دو گونه‌ی پوست‌رشته‌ای داروین و تنه‌پشمی داروین پوشیده شده‌اند. این چمنزارها یک منطقه زیست‌محیطی منحصر به فرد و بسیار مهم هستند. منطقه فلات ماسه‌سنگی این منطقه، یک مرکز غنی از تنوع زیستی است که از یک گیاهان خلنگزار منحصر به فرد پشتیبانی می‌کند. بخش شمالی تاپ اند در بوم‌ناحیه گرمسیری آرنهم قرار دارد.

## جانوران
این منطقه محل زندگی حیات وحش منحصر به فردی است. رودخانه‌ها و خورها محل زندگی جمعیت‌های زیادی از تمساح آب شور و تمساح آب‌شیرین، و همچنین گاوکوسه‌ها، اره‌ماهی‌ها، و فیل دریایی‌ها هستند. تالاب‌ها یک زیستگاه غنی هستند که برای مهاجرت پرندگان حیاتی است و محل زندگی جمعیت‌های زیادی از پرندگان، از جمله بزرگ‌ترین کلونی تولید مثلی غاز زاغی در جهان، و همچنین تعداد زیادی از جوندگان و مارها است. گونه‌های بومی تاپ اند شامل والاروی سیاه، افعی اون‌پلی، کبوتر صخره‌ای پربلوطی، موش دم‌کلفت صخره‌ای آنهم، و چندین گونه از سقنقورها هستند. سایر خزندگان شامل مارمولک پرده‌دارها و بزمجه‌های بزرگ (که به‌طور محلی به عنوان گوآنا شناخته می‌شوند) هستند. مارها شامل افعی زیتونی، افعی‌های مرگبار، مار مولگا، پایتون آبی، و انواع دیگر هستند. این فلات محل زندگی بسیاری از این گونه‌های بومی است، به ویژه بی‌مهرگان، ماهی‌ها، و قورباغه‌ها، از جمله صدها گونه مورچه. جزایر دور از ساحل محل زندگی زیرگونه‌های منحصر به فردی از برخی از این حیات وحش هستند.

## تهدیدها و حفاظت
این منطقه چشم‌انداز طبیعی بکر و دست‌نخورده‌ای دارد و بخش عمده آن به‌طور سنتی توسط بومیان استرالیا و تحت قوانین مربوط به زمین‌های بومی، مدیریت می‌شود. این مناطق شامل پارک ملی کاکادو می‌شود که بزرگ‌ترین پارک ملی استرالیا و یک میراث جهانی است. با وجود کاهش برخی از گونه‌های جانوری، هنوز هیچ انقراض گسترده‌ای در این منطقه رخ نداده است. با این حال، شهر داروین در حال رشد است و به مرکزی برای کشاورزی و معدن تبدیل شده است که هر دو، زیستگاه‌های طبیعی را تهدید می‌کنند. گیاهان و حیوانات غیربومی، مانند گاومیش، نیز در حال تغییر زیستگاه‌های طبیعی هستند. علاوه بر این، انتقادهایی به نحوه مدیریت پوشش گیاهی بوته‌زارها توسط مردم محلی وارد شده است. آن‌ها هر ساله بخش‌های وسیعی از بوته‌زارها را می‌سوزانند و اجازه می‌دهند تا دوباره رشد کنند. همچنین، در گذشته تجارت گسترده‌ای توسط بومیان در این منطقه صورت می‌گرفت که اکنون عمدتاً متوقف شده است.